# XXXV edició de la Mostra de València
La XXXV edició de la Mostra de València, coneguda oficialment com a XXXV Mostra de València - Cinema del Mediterrani, va tindre lloc a València entre el 22 d'octubre i l'1 de novembre de 2020. La tercera edició de la Mostra, recuperada el 2018, fou dirigida per Rosa Roig Costa i Eduardo Guillot.
La inauguració va tenir lloc al Centre Cultural Espai Rambleta entre les mesures de seguretat obligades per la Pandèmia de COVID-19 (obligació de portar màscara durant totes les projeccions, reducció de l'aforament i prohibició d'entrar a la sala una vegada la pel·lícula hagi començat), en una gala de 40 minuts presentada per Patty Bonet i Abdelatif Hwidar, i que va comptar amb la presència de l'alcalde de València Joan Ribó i Canut. S'hi va projectar la pel·lícula The mystery of the Pink Flamingo de Javier i Guillermo Polo Gandía, es va retre homenatge al 125è aniversari del compositor valencià Josep Iturbi Bàguena, es va entregar la Palmera d'Honor a l'actriu portuguesa Maria de Medeiros i es va estrenar la secció "Focus", que pretén destacar directors joves o figures rellevants de la cultura que no són cineastes, i que ha seleccionat l'artista sèrbia Marina Abramović. Les projeccions es feren als Cines Babel i a la Filmoteca. Els cicles d'aquell any es van dedicar al conflicte basc i a l'Algèria de Bouteflika.

## Pel·lícules exhibides

### Secció oficial
- Zana d'Antoneta Kastrati [6]
- Paysages d'automne de Merzak Allouache
- Tereza37 de Danilo Šerbedžija
- Luxor de Zeina Durra
- La viajante de Miguel Mejías
- Kala azar de Janis Rafa
- Favolacce de Damiano i Fabio D'Innocenzo
- Between Heaven and Earth de Najwa Najjar
- Per la llibertat d'Ersin Çelik
- Vrba de Miltxo Mantxevski
- Mosquito de João Nuno Pinto

### Secció informativa
- Coses a fer abans de morir de Cristina Fernández Pintado i Miguel Llorens
- Camagroga d'Alfonso Amador
- Filles de joie de Frédéric Fonteyne i Anne Paulicevich
- Ornithes – I tainia de Babis Makridis
- Fête de famille de Cédric Kahn
- State of Agitation d'Elie Khalife
- Lúa vermella de Lois Patiño
- Moj jutarnji smeh de Marko Đorđević
- The Women In Block J de Mohamed Nadif

### Cicle Mirades entorn al conflicte basc
- Operación Ogro (1979) de Gillo Pontecorvo
- La muerte de Mikel (1984) d'Imanol Uribe
- Negociador (2014) de Borja Cobeaga
- Días contados (1994) d'Imanol Uribe
- Lasa i Zabala (2014) de Pablo Malo Mozo
- Mudar la piel (2018) d'Ana Schulz i Cristóbal Fernández
- La línea invisible (2020), primer episodi

### Cicle Les batalles d'Algèria
- Nardjes A. A Day in the Life of an Algerian Protester (2020) de Nardjes Asli
- Let Them All Go (2020) de Sara Nacer
- Les Bienheureux (2017) de Sofia Djama
- En attendant les hirondelles (2017) de Karim Moussaoui
- La Battaglia di Algeri (1966) de Gillo Pontecorvo
- Papicha (2018) de Mounia Meddour
- Abou Leila (2019) d'Amin Sidi-Boumédiène

### Homenatge a José Iturbi
- Music for Millions (1944) de Henry Koster
- Lleveu àncores! (1945) de George Sidney
- Holiday in Mexico (1946) de George Sidney
- Three Daring Daughters (1948) de Fred M. Wilcox
- That Midnight Kiss (1949) de Norman Taurog

### Palmera d'honor:Maria de Medeiros
- Capitans d'abril (2002) de Maria de Medeiros
- The Saddest Music in the World (2003) de Guy Maddin
- Viagem a Portugal (2011) de Sérgio Tréfaut
- Je ne suis pas mort (2013) de Mehdi Ben Attia
- Dos Fridas (2018) d'Ishtar Yasin Gutiérrez
- Ordem Moral (2020) de Mário Barroso
- Als nostres fills (2021) de Maria de Medeiros

## Jurat
El jurat fou presidit per l'escriptora valenciana Elisa Ferrer Molina, i format per la directora egípcia Ayten Amin, l'actriu francesa Émilie Piponnier, el crític de cinema italià Massimo Lechi i la directora siriana Soudade Kaadan.

## Premis
- Palmera d'Or (25.000 euros): Favolacce de Damiano i Fabio D'Innocenzo [8][9]
- Palmera de Plata (10.000 euros): Vrba de Miltxo Mantxevski
- Palmera de Bronze (5.000 euros): Per la llibertat d'Ersin Çelik
- Palmera d'Honor: Maria de Medeiros
- Premi al millor actor: Firas Nassar per Between Heaven and Earth de Najwa Najjar
- Premi a la millor actriu: Adriana Matoshi per Zana d'Antoneta Kastrati
- Premi al millor guió: Merzak Allouache i Bahia Allouache per “Paysages d'automne”
- Premi a la millor fotografia: Adolpho Velos per Mosquito de João Nuno Pinto
- Premi a la millor banda sonora: Justin Melland per Mosquito de João Nuno Pinto
- Premi al millor director: Damiano i Fabio D'Innocenzo per Favolacce
- Premi À Punt: Paysages d'automne de Merzak Allouache